# Côn Đảo
Côn Đảo („ostrov Côn“) je souostroví v provincii Bà Rịa-Vũng Tàu v jižním regionu Vietnamu, a také okres (vietnamsky Huyện Côn Đảo, „okres Côn Đảo“) v této provincii.

## Geografie
Nachází se přibližně 185 km od Vũng Tàu a 230 km od Ho Či Minova Města, souostroví se skládá z 16 hornatých ostrovů a ostrůvků. Celá oblast zabírá plochu 75,15 km² a místní populace se pohybuje kolem 5 000 obyvatel.

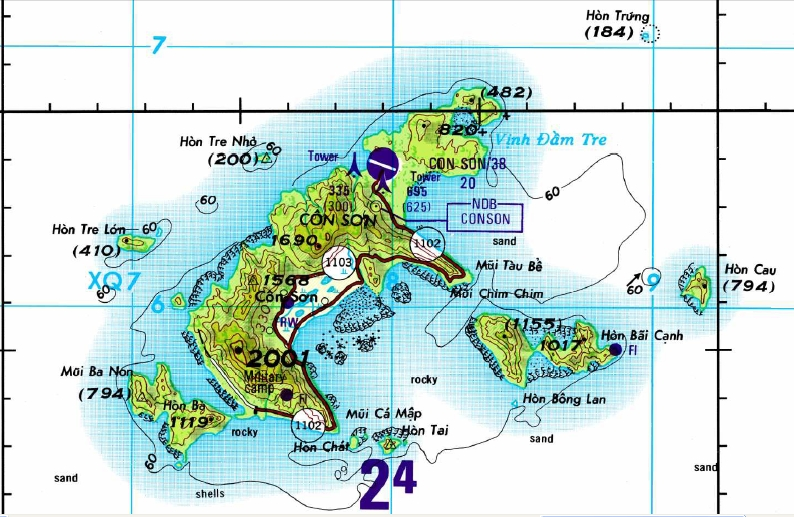
Mapa Côn Đảo

Ostrovy jsou složeny z magmatických hornin z různých období. Hòn Bảy Cạnh, Hòn Cau a Hòn Bông Lang se skládají z křídových mikrožulových horin. Severní část ostrova Côn Đảo je složena z křeměnného dioritu a granitu – granodioritu z pozdního mezozoika či raného kenozoika, a je částečně pokryta kvartérními mořskými sedimenty. Jižní část tohoto ostrovu a ostrova Hòn Bà se skládá z ryolitových a intruzivních útvarů z neznámého období. Na západním svahu ostrova Côn Đảo existuje skupina vystupujících vrstev dioritu a mikrožuly prostoupené velkými pásy křemene.
Na souostroví se nalézá letiště Con Dao (IATA: VCS, ICAO: VVCS), které se nachází na největším ostrově souostroví, ostrově Côn Sơn. Celková velikost letiště Con Dao je 3 792 m² s jednou přistávací dráhou dlouhou 1 830 m. Ročně zvládne odbavit 400 000 cestujících. V současnosti na ostrov létají tři letecké společnosti: Vietnam Airlines (provozované společností VASCO), Bamboo Airways a Vietnam Helicopters.

## Historie

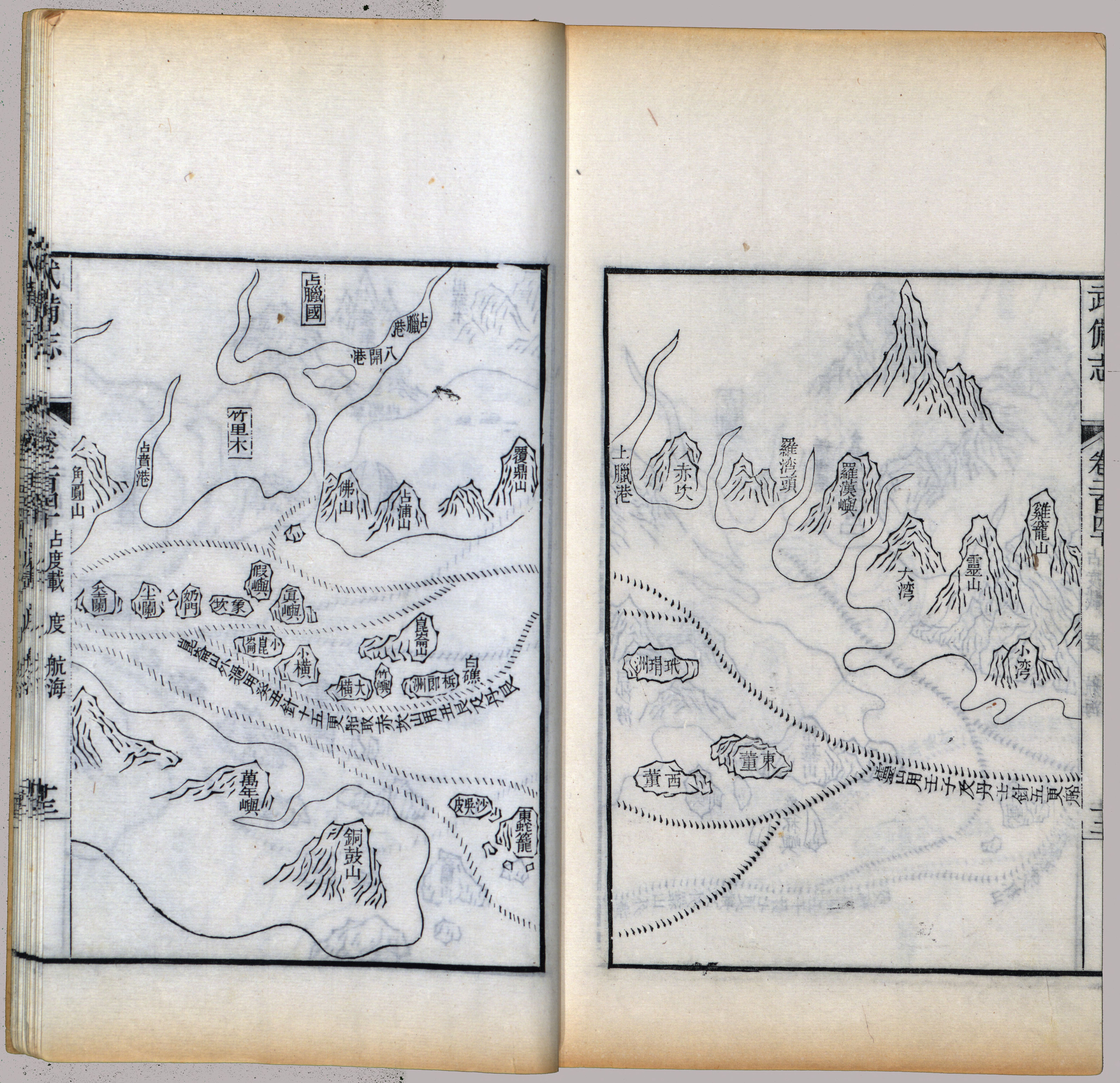
Côn Đảo na mapě Mao Kunově mapě

Dne 16. června 1702 založila Britská Východoindická společnost na ostrově Côn Sơn faktorii, která byla nazvána Pulo Condore. Sloužila jako entrepôt pro lodě plující mezi Indií a Čínou. O tři roky později, 2. března 1705, žoldnéři z národu Bugiů, najatí anglickými vzbouřenci, zavraždili agenty, zničili faktorii a vyhnali zbývající osadníky.
Během bratrovražedných válek o dvůr v Huế, princ Nguyễn, Gia Long (narozený jako Nguyễn Phúc Ánh), přenechal ostrovy Francii jako součást Versailleské smlouvy z roku 1787 výměnou za vojenskou pomoc. Smlouva však byla zrušena, protože Francie slíbenou pomoc neposkytla.
Teprve po dobytí v roce 1861 se ostrovy dostaly pod francouzskou kontrolu. Ostrov Côn Sơn se během francouzské koloniální éry proslavil nechvalně známou věznicí Côn Đảo a „tygřími klecemi“. Vietnamští a kambodžští nacionalisté a revolucionáři sem byli posíláni k výkonu trestu za protifrancouzské aktivity. Mnoho vietnamských komunistických vůdců zde bylo také školeno.
Francouzská indočínská vláda pojmenovala skupinu ostrovů Poulo-Condore, což je název odvozený od malajského názvu ostrovů Pulo Condore (pulau znamená „ostrov“ a kundur je beninkasa voskonosná). Ostrovy lze ztotožnit s Ptolemaiovými Satyrorum insulae (Ostrovy satyrů), přičemž název byl pravděpodobně odvozen od endemických opic na ostrovech, makaků jávských z Con Sonova ostrova (Macaca fascicularis condorensis). Ptolemaios se zmiňuje o třech ostrovech obývaných lidmi, „o nichž se říká, že mají ocasy, jaké mají zobrazováni satyrové“.
V roce 2020 vyslalo americké námořnictvo své lodě na cvičení svobody plavby kolem těchto ostrovů, aby zpochybnilo to, co označilo za „nadměrné námořní nároky“ Vietnamu.

## Klima
| Klimatické údaje pro Côn Đảo                                 | Klimatické údaje pro Côn Đảo | Klimatické údaje pro Côn Đảo | Klimatické údaje pro Côn Đảo | Klimatické údaje pro Côn Đảo | Klimatické údaje pro Côn Đảo | Klimatické údaje pro Côn Đảo | Klimatické údaje pro Côn Đảo | Klimatické údaje pro Côn Đảo | Klimatické údaje pro Côn Đảo | Klimatické údaje pro Côn Đảo | Klimatické údaje pro Côn Đảo | Klimatické údaje pro Côn Đảo | Klimatické údaje pro Côn Đảo |
| Měsíc                                                        | leden                        | únor                         | březen                       | duben                        | květen                       | červen                       | červenec                     | srpen                        | září                         | říjen                        | listopad                     | prosinec                     | ročně                        |
| ------------------------------------------------------------ | ---------------------------- | ---------------------------- | ---------------------------- | ---------------------------- | ---------------------------- | ---------------------------- | ---------------------------- | ---------------------------- | ---------------------------- | ---------------------------- | ---------------------------- | ---------------------------- | ---------------------------- |
| Rekordní teplota °C                                          | 31,6                         | 33,0                         | 33,1                         | 35,1                         | 35,5                         | 34,5                         | 34,0                         | 33,5                         | 33,8                         | 33,0                         | 32,0                         | 32.2                         | 35,5                         |
| Průměrné denní maximum °C                                    | 27,9                         | 28,6                         | 30,1                         | 31,6                         | 31,9                         | 31,0                         | 30,7                         | 30,5                         | 30,4                         | 30,1                         | 29,4                         | 28,2                         | 30,0                         |
| Průměrná denní teplota °C                                    | 25,3                         | 25,7                         | 26,8                         | 28,1                         | 28,4                         | 28,0                         | 27,8                         | 27,7                         | 27,4                         | 27,1                         | 26,9                         | 26,0                         | 27,1                         |
| Průměrná denní minimální teplota °C                          | 24,1                         | 24,1                         | 24,7                         | 25,5                         | 25,6                         | 25,4                         | 25,2                         | 25,3                         | 25,0                         | 24,9                         | 25,3                         | 24,7                         | 25,0                         |
| Rekordně nízká teplota °C                                    | 17,9                         | 17,7                         | 19,0                         | 19,2                         | 21,3                         | 20,7                         | 20,6                         | 19,9                         | 21,4                         | 21,1                         | 19,0                         | 19,7                         | 17,7                         |
| Průměrný úhrn srážek mm                                      | 12,5                         | 12,8                         | 11,2                         | 38,6                         | 209,6                        | 288,9                        | 296,7                        | 297,5                        | 316,4                        | 350,6                        | 174,9                        | 52,9                         | 2,070                        |
| Průměrný počet deštivých dnů                                 | 2,2                          | 0,7                          | 1,7                          | 4,8                          | 14,9                         | 18,6                         | 18,8                         | 19,6                         | 19,7                         | 19,6                         | 12,3                         | 5,5                          | 138,4                        |
| Průměrná relativní vlhkost (%)                               | 77,7                         | 79,5                         | 79,7                         | 79,4                         | 80,6                         | 81,6                         | 80,8                         | 80,5                         | 82,5                         | 84,2                         | 81,9                         | 79,2                         | 80,7                         |
| Průměrná měsíční doba slunečního svitu                       | 206,4                        | 221,7                        | 264,2                        | 267,5                        | 222,5                        | 171,9                        | 182,3                        | 182,6                        | 159,3                        | 162,0                        | 161,2                        | 161,6                        | 2343,5                       |
| Zdroj 1: Vietnamský institut pro stavební vědu a technologii |                              |                              |                              |                              |                              |                              |                              |                              |                              |                              |                              |                              |                              |
| Zdroj 2: Ročenka Indočíny                                    |                              |                              |                              |                              |                              |                              |                              |                              |                              |                              |                              |                              |                              |

## Národní park Côn Đảo
Mnoho z těchto ostrovů v roce 1984 získalo ochranný status a stalo se součástí národního parku Côn Đảo. Tato přírodní rezervace byla následně v roce 1998 rozšířena. Mezi ohrožené druhy chráněné v rámci parku patří kareta pravá, kareta obrovská, delfíni a dugong. Mezi ekosystémy zastoupené v parku patří mořské louky, mangrovy a korálové útesy.
Národní park Côn Đảo spolupracuje se Světovým fondem na ochranu přírody (World Wide Fund for Nature, dříve World Wildlife Fund, WWF) ve Vietnamu na posílení ochrany mořských oblastí prostřednictvím programů zaměřených na vytvoření chráněné mořské oblasti, která zahrnuje korálové útesy, mořské louky a různé druhy. Zároveň podporuje rozvoj udržitelného ekoturismu založeného na přírodě. Správa ostrova se silně zaměřuje na udržitelné obhospodařování a usiluje o poučení z předchozích zkušeností ve Vietnamu a regionu, aby vyvážila rozvoj s ochranou přírody.

## Trajekt
Lodní doprava z Vũng Tàu do Côn Đảo byla zahájena v únoru 2019. Služba je provozována denně jako zpáteční spoj mezi Vũng Tàu a Côn Đảo. Trajekt funguje celoročně bez ohledu na počasí. Doba jízdy je 4 až 5 hodin.
Mezi Côn Đảo a pevninou operují dva trajekty. Z Vũng Tàu jezdí každou noc trajekt, který kromě přepravy cestujících slouží také jako hlavní prostředek dovozu zboží na ostrovy. Trajekt jezdí denně, avšak v zimních měsících závisí provoz především na počasí, protože moře mezi Côn Đảo a pevninou může být rozbouřené.
V roce 2016 byla otevřena trajektová linka zaměřená především na přepravu cestujících mezi Sóc Trăng a Côn Đảo, která zkrátila délku cesty na tři hodiny. Zavedení rychlého trajektu na ostrovy vedlo k nárůstu turismu, podporovaného především domácími turisty, kteří považují Côn Đảo díky jeho historii za posvátné místo.

### Seznam ostrovů
Ostrovy Côn Đảo zahrnují 16 ostrovů o celkové rozloze 76 km².
- Ostrov Côn Lôn neboli Côn Sơn ostrov (Francouzsky: Grande-Condore), Phú Hải, 51,52 km²
- Malý ostrov Côn Lôn (Francouzsky: Petite-Condore) neboli Hòn Bà, Phú Sơn, 5,45 km²
- Ostrov Bảy Cạnh nebo ostrov Bãi Cạnh, Phú Hòa, 5,5 km²
- Ostrov Cau neboli Phú Lệ 1,8 km²

- Ostrov Bông Lan neboli Bông Lang, Bông Lau, Phú Phong, 0,2 km²

- Ostrov Vung nebo Phú Vinh, 0,15 km²
- Ostrov Ngọc neboli ostrov Trọc, hòn Trai, Phú Nghĩa, 0,4 km²
- Ostrov Trứng neboli ostrov Đá Bạc, ostrov Đá Trắng, Phú Thọ, 0,1 km²
- Tài Lớn ostrov, neboli Phú Bình 0,38 km²
- Ostrov Tài Nhỏ neboli Thỏ, Phú An, 0,1 km²
- Trác Lớn ostrov, neboli ostrov Phú Hưng 0,25 km²
- Ostrov Trác Nhỏ neboli Phú Thịnh 0,1 km²
- Ostrov Tre Lớn neboli Phú Hòa 0,75 km²
- Ostrov Tre Nhỏ neboli Phú Hội 0,25 km²
- Ostrov Anh, neboli Trứng Lớn Ostrov
- Ostrov Em, neboli Trứng Nhỏ Island

## Thứ phi Hoàng Phi Yến
Thứ phi Hoàng Phi Yến, známá také jako císařská konkubína Phi Yến, je kontroverzní legenda vážící se k souostroví Côn Đảo. Podle legendy byla konkubínou vládce Gia Longa (Nguyễn Phúc Ánh) a porodila mu syna, známého jako princ Cải. Radila vládci Ánhovi, aby nežádal o pomoc cizince, protože by to oslabilo jeho slávu a mohlo způsobit problémy v budoucnu. Tyto rady vzbudily v Ánhovi podezření ohledně jejích úmyslů, a tak ji uvěznil v jeskyni. Když se později jejich syn zeptal Ánha, kde je jeho matka, zabil ho. Phi Yến truchlila pro jejich syna a později spáchala sebevraždu, protože se jí během vegetariánské slavnosti dotkl řezník, v čemž viděla „poškození své cti jako konkubíny“. Na její počest začali obyvatelé Côn Đảo každoročně pořádat slavnost.